# Югово
Югово е село в Южна България. То се намира в община Лъки, област Пловдив.

## География
Село Югово се намира в централната част на Родопите на 40 km от град Пловдив. Районът е карстов и стръмен. Разположено високо в дефилето на Юговска река. През селото минава добре асфалтирания път Асеновград - Лъки.
Юговската река е изключително чиста. В нея има риба, което я прави интересна за риболовците. В непосредствена близост до селото е ловният резерват „Карамуш“. Селото е малко, изцяло в стръмен склон, от който се открива мащабна гледка.

## История
Село Югово се намира в областта Източен Рупчос (днешната община Лъки, Пловдивска област), в Средните Родопи. До най-ново време основният поминък на неговите жители от мъжки пол е дюлгерството.

## Културни забележителности
Църквата „Св. Троица“ в  Югово е обявена за паметник на културата с местно значение. Тя е много интересна в архитектурно и историческо отношение. Построена е през 1842 г. и представлява трикорабна псевдобазилика с външна галерия пред западната стена. Притежава изящна каменна камбанария, увенчана с луковичен купол. В интериора са запазени стенни иконописи, рисувани до началото на 70–те години на 19 век. Иконостасът е табличен с резбована венчилка и рисувани двери, с ценни икони от 1946 г. и 1851 г.

## Природни забележителности
Най-важният сакрален топос в землището на с. Югово е върхът ”Боже име”. Той е с надморска височина 1450 метра и е на главното било на Радюва планина, по което е минавал стар римски път 1. ”Боже име” се намира над селото, на около 2,5 ч. път. На 50 – 60 м от най-високото му място има параклис „Свети Пантелей“ 2. Там на върха се събира цялото село на празника на св. Пантелей (св. вмчк. Пантелеймон – 27.07.). Според археологическата карта на общ. Лъки 3, на ”Боже име“ е имало тракийско светилище, по-късно ранносредновековна църква, днес разрушена и считана от жителите на с. Югово за параклис 4.

## Редовни събития
На 27 юли се организира поход до връх Св. Панталей на около 2,5 часа път от селото.

## Изследвания
- Гащилов, Ив. Село Югово и неговите майстори строители. Пловдив, 1994.